# Resposta rápida
Resposta rápida ou Quick Response (em inglês) é uma estratégia potente elaborada e adaptada da filosofia Just-in-Time por grandes varejistas norte-americanos como Wal-Mart e K-Mart, na busca de níveis de serviço mais elevados por parte de seus fornecedores. O fluxo diário e permanente de produtos, bem como a gestão dos stocks a nível de prateleiras estabelecem poderosas ferramentas do QR para aumentar vendas, abater custos e aumentar margens (Informe Logística).

## O conceito
É uma derivada da filosofia Just In Time aplicada à cadeia de abastecimento com o objectivo de captar competitividade baseada no tempo de resposta de forma rápida e eficaz. 
Deve se aliar aos sistemas de informação para captar a demanda em um tempo próximo do real e na presença do consumidor final, estabelecendo um fluxo de informação até a produção. 
Possui um custo maior devido os investimentos iniciais em sistemas de informação mas um custo incremental menor com base no aumento do nível de serviço, na diminuição dos stocks, tempos de resposta, lead time e no impacto causado,  quando for o caso, na perecebilidade do produto (Carvalho et. al, 2006, p.100).
Na filosofia elementar do QR, os fornecedores recebem informações recolhidos nos pontos de venda do cliente e aproveitam essa informação de modo a sincronizar as suas operações e os seus níveis de stock com a procura real do cliente. Este, continua a colocar as suas necessidades de compra de forma individual mas, as informações do ponto de venda são utilizados pelo fornecedor para melhorar as previsões e a programação .
O Quick Response emergiu no sector têxtil e de confecções nos EUA e, além da produção, também expõe choques nas operações de distribuição: os produtos já não são armazenados em centros de distribuição, mas sim movidos através de instalações de crossdocking. Nesta nova forma operacional, os produtos podem ser embalados  com etiquetas e colocados em paletes. Estas ações visam à diminuição no tempo de resposta do fluxo de produtos e, consequentemente, nos níveis de stock (Comunicare, 2006).

## Áreas de aplicação

### Stocks
O aumento da competitividade é uma inquietação permanente e como tal, é vital a redução dos tempos de resposta às necessidades do mercado. Antever indigências e agradar os clientes é uma postura produtora de melhor eficiência operacional logo, cada vez mais investe muito em processos informatizados de QR assentes no conceito just in time que tem como finalidade a geração de um “stockzero”.
Um sistema de QR, na cadeia logística ou numa cadeia de produção, é uma forma organizacional de resposta rápida mirando a restituição de produtos em curto prazo com o objectivo de diminuir o tempo que passa entre a encomenda e a recepção dos respectivos  produtos, criando assim (Malheiro, 2005, p.2):  
- Melhor rotação de stocks: conceito que origina um maior retorno do investimento realizado, até para produtos que possuam margens de lucro pequenas;
- Diminuição dos custos de posse dos stocks: consequência de uma permanência inferior do  produto em armazém;
- Diminuição de rupturas de stock: devido à veloz comunicação da informação aos fornecedores, como pela impetuosa recepção do pedido por estes;
- Diminuição da área de armazenagem: rotação mais alta e uma resposta rápida dos fornecedores, permitindo que o nível de stocks seja praticamente apenas aquele que está nas frentes de venda;
- redução do risco de obsolescência dos produtos: face à fortuita obsolescência de um produto em relação à procura do mercado, * * rapidamente se substitui o stock presente (muito diminuído) por um mais real que reflicta as novas necessidades;
- redução de perdas por prazos fora de validade: através de uma monitorização permanente do stock;
- diminuição dos custos de administração: consequência do processamento electrónico da informação;
- aumento das vendas: através de um melhoramento do serviço e da resposta rápida às necessidades dos clientes.

As quantidades necessárias de stock vêm das vendas (encomendas dos clientes), passa pela gestão de produtos concluídos e pelo planeamento da produção que visa estabelecer as necessidades de dispêndio de matérias primas e subsidiárias, assim como quantidades de produtos em vias de produção (Malheiro, 2005, p.3).

### Logística
A logística, que assenta num arquétipo de QR, é um movimento de cooperação que advém do JIT e que se aplica, na generalidade, à cadeia/rede de abastecimento. A ideia fulcral é captar as regalias da logística time-based, ou da competitividade logística assente no tempo, pelo que é primordial, então, desenvolver sistemas de resposta célere e eficaz. Assim, a QR, que cada vez é mais imprescindível face ao incremento da competitividade, é uma expressão globalizante empregue para designar sistemas logísticos de informação e princípios JIT, que visa, essencialmente, suprimir os desperdícios, aumentar a produtividade e melhorar a qualidade dos produtos. O que tornou a QR concretizável foram os sistemas de partilha de dados como a EDI (electronic data interchange), a padronização e utilização de códigos de barras nos vários bens, o uso de EPOS (electronic point of sales) e scanners laser (leitores de códigos de barras), entre outros, na medida em que só assim se tornou praticável o perceber, em tempo quase real e na presença do consumidor final, a procura (Carvalho et. al, 2006, p.100).
Com recurso a este movimento, a resposta logística experimenta uma sequencia lógica baseada em fluxos de informação produzidos, e, muito embora em ímpetos contínuos QR/CR (quick response/continuous ressupriment) o investimento aplicado em sistemas de informação possa ser considerável, os seus paybacks são, comparativamente, reduzidos.
Numa acepção mais clássica e, consequentemente, menos ágil, à cadeia de abastecimento, a acumulação de stocks em determinados pontos críticos pode revelar-se positiva ou nefasta. Na primeira situação, porque permite, efectivamente, incrementar o nível de serviço, no entanto, e sob o enquadramento da segunda situação, aumenta o custo de forma exponencial, o que, claramente, não se requer, ocorrendo isto à medida que o primeiro parâmetro, nível de serviço encarado de forma global, tende para valores mais elevados.
Por outro lado, uma aproximação QR/CR, embora possua custos fixos muito mais elevados, mesmo para níveis mais básicos de serviço, consegue, a partir de determinados valores de nível de serviço, um custo incremental compensativo face à aproximação clássica.
De facto, a QR, como se terá a oportunidade de explorar mais adiante, ambiciona ser uma aproximação
A QR, como se verá adiante, pretende ser uma aproximação totalitária, estratégica, cujo fim não deixa, todavia de se centrar, essencialmente, na substituição de stock por informação. Dentre os pioneiros deste movimento, e a sua exploração num âmbito mais contemporâneo, permanecem grandes dissemelhanças, usufruindo os mais recentes os frutos dos movimentos subsequentes.
Um sistema QR, tal como aspirado nas primeiras aproximações, pode, à medida que se amplifica a presteza do sistema, permitir lead-times mais curtos, com reverberações manifestas na redução dos stocks e dos tempos de resposta. O sistema QR padrão surgiu no sector têxtil norte-americano, substituindo a tradicional aproximação push pela aproximação pull, pelo lado do mercado. No entanto, rapidamente se prorrogou a outras áreas de FMCG (fast moving consumer goods), em particular, aos de natureza alimentar (Carvalho et. al, 2006, p.101).
É incontestável, porém, que uma aproximação de tipo QR/CR subentende a estruturação de um sistema de qualidade vasto e, devido às continuadas transmutações de mercado, a que equivalem as novas tecnologias, novos processos e novas formas de fazer, devendo estar assente numa série de itens a serem seguidos e sobre os quais se devem tomar deliberações, diligenciando a contiguidade dos upgrades num nível sustentado.
Essas variáveis são, de facto, multivariadas, sendo que contemplam pareceres relacionados com tempo, processamento e operações, gestão de categorias de produtos, introdução de novos produtos, merchandising e promoção de produtos, reaprovisionamento e distribuição, comunicações, trocas de dados e codificação e serviço ao cliente, lato sensu.
Desta forma, o que se procura é um programa de qualidade, que possua um carácter global. E, além dos efeitos propícios introduzidos por um programa de qualidade abrangente, em que devem estar contemplados todos os pontos, actividades e decisões correspondentes e que dissecariam os tópicos anteriormente apresentados (variáveis multivariadas considerando diversos aspectos), há a necessidade de obedecer às seguintes orientações aquando da efectuação de um programa QR/CR (Carvalho et. al, 2006, p.102):
- Compreender que os clientes/consumidores e produtos são, e têm de ser, diligentes e desafiam constantemente a empresa/organização a inovar e a dar respostas céleres. Além disso, e devido à impotência de se verificarem respostas muito ecuménicas e se tornarem prementes aproximações mais individualizadas, o movimento QR/CR torna-se pouco harmonizável com posições fechadas, de opção estratégica deliberada e dual, em que o decisor tenha de ser submetido a escolher entre, por exemplo, baixo custo e diferenciação. Assim sendo, face a estas considerações, uma aproximação QR/CR não aprova a presença de uma fronteira tecnológica, incitadora de uma fronteira de produtividade, pelo que antepõe assentar o seu pensamento, quase sempre muito baseado na criatividade, na forte componente volúvel dos mercados e na complexidão crescente das respostas, comummente através de aproximações híbridas, nos períodos com padrões heteróclitos, nos efeitos, nem sempre controláveis, das promoções, entre outros;
- Aplicar menos esforços em conjecturas de médio/longo prazo e dar maior ostentação à “gestão à vista”, ou seja, a componentes emergentes, com decisões quase em tempo real, apelando a uma ininterrupta incorporação de recursos e rendimento da informação;

Aproximar a gestão da cadeia/rede de abastecimento de práticas menos conservadoras, arriscando invariavelmente na renovação para, por seu intermédio, ser exequível a convergência na entrega, no serviço e na disponibilização. Desta forma, cumpre-se uma ponderada segmentação de produtos/mercados, bem como a apologia da agilidade e da resposta personalizada, de forma a verificar-se um maior acrescentamento de valor; 
- Perfilhar posições de condicionalidade, mais flexíveis, selectivas e, não menos, casuísticas, sempre que necessário;
- Doutrinar, tanto quanto possível, o movimento, tornando-o quantitativo, pelo que qualquer deliberação deve ser célere e pronta, muito embora emergente de um processo de consulta à informação que se obteve pelo estudo depauperante da evolução de todas as actividades  e decisões que acima se aludiram;
- Prover o movimento QR/CR de um elevado grau de permeabilidade às mais  modernas tecnologias, para apoiar a mensuração de performance e as concernentes melhorias na cadeia/rede de abastecimento entretanto alcançadas.

Para se alcançar uma aproximação QR/CR bem sucedida é imprescindível apelar a uma instrução de movimento própria, que assenta em alguns sustentáculos primordiais (Carvalho et. al, 2006, p.103): 
- Estruturas empresariais de geometria mutável;
- Factores extrínsecos no centro das respostas ambicionadas; Networks, alianças e grupos de trabalho como processos habituais de operação; Os indivíduos devem concentrar-se na liderança, comunicação e formação para serem capazes de se focarem nos mercados;
- Informação como sustentáculo capital à tomada de decisão. A informação compartilhada dentro das e entre as empresas deve ser uma experiência correntia;
- Conhecimento como sustentação dos movimentos de QR/CR;
- Sistemas de controlo e estilos de liderança menos burocrático-weberianos, assentes na coordenação de networks e na gestão cross-functional e cross-organizational, no sentido da incorporação dos sistemas inter-empresariais (muito na linha da extended enterprise);
- Gestão responsabilizada com princípios de mudança continuada, enfatizando a coordenação da empresa inserida numa cadeia/rede de abastecimento, com múltiplos contactos, quer a montante, quer a jusante. Trata-se de gerir com eficiência/eficácia o relacionamento entre a empresa e o ambiente exterior.

O movimento QR/CR tem demonstrado uma enorme volubilidade, sendo aplicada em sectores tão díspares como sectores de actividade como o automóvel, em partes e componentes, como em mobiliário e os seus acessórios, no têxtil lar, na alimentação e nas bebidas, no calçado, entre outros, devendo ser integrados os sectores de todos os produtos considerados FMCG. 
No entanto, face à dilatação, à cultura, aos pilares e ao número de variáveis a seguir e com indispensabilidades de gestão, designadamente pela intercalação de perspectivas mais modernas e ricas do que deve ser o QR/CR, bem como à forma como os projectos deste tipo devem ser dirigidos, parece mais ajustada uma óptica mais penetrante e organizada sobre as várias deliberações e actividades associadas a este movimento, que se pode obter via uma ECR, um movimento com origem nos produtos de base alimentar mas extensiva aos demais FMCG, e que, seguidamente, se explica (Carvalho et. al, 2006, p.104).